# Диво в Берліні
«Диво в Берліні: як дев'ять веслярів поставили нацистів на коліна» (англ. The Boys in the Boat. Nine Americans and Their Epic Quest for Gold at the 1936 Berlin) — бестселер американського письменника Деніела Джеймса Брауна (англ. Daniel James Brown). Перше видання книги вийшло у світ 4 червня 2013 року у видавництві «Penguin Books».
«Диво в Берліні» — дві майстерно зшиті сюжетні лінії, написані талановитим оповідачем. Перша розповідає нам історію простих американських хлопців, які у один з найстрашніших періодів в історії США — Велику депресію — відвойовують своє право на гідне майбутнє.
Друга — переносить нас до Німеччини, де Гітлер уже задумав свій найстрашніший план — Другу світову. Перш ніж розв'язати війну, він хоче приспати ворога: показати, що Німеччина гостинна, вільна і мирна держава. Задля цього керівництво країни вирішує провести Олімпійські ігри 1936-го року, куди, у складі збірної США з веслування, потрапляють наші герої та здобувають перемогу.
Створена на основі реальних подій, книга розповідає про дружбу, вірність і відчайдушну боротьбу добра та зла. А головне — проводить паралелі з сучасним світом, змушує замислитись над тим, що подібний сценарій може повторитися, або навіть вже повторюється, сьогодні.
В світі вже продано понад мільйон примірників книги, а права на її друк отримані у 18 країнах. Понад сто тижнів книга «Диво в Берліні» перебувала серед бестселерів The New York Times.
У 2016 році книга Деніела Джеймса Брауна «Диво в Берліні: як дев'ять веслярів поставили нацистів на коліна» вийшла українською мовою у видавництві «Наш формат». Переклад з англійської: Любов Пилаєва.

## Про автора
Деніел Джеймс Браун відкрив у собі письменницький талант у п'ятирічному віці, коли його мати вперше прочитала йому книжку «Дені та динозавр». З того часу він присвятив усе своє життя літературі: отримав ступінь бакалавра англійської мови та літератури в каліфорнійському університеті у Берклі, а потім і магістра у UCLA. Одна з найвідоміших книг Брауна «Під палаючим небом» була названа журналом Booklist однією з найкращих книг 2006 року та стала фіналістом Washington State Book Award.

## Цитати
«Історія Олімпійських ігор та й спорту взагалі — це набагато більше і глибше ніж очки, секунди і турнірні таблиці. „Диво в Берліні“ яскраво ілюструє свій час, а також проводить жорстокі паралелі між століттями. Читаючи про Берлін-1936 мимоволі згадуєш Сочі-2014 і висновки накочуються самі собою. Втім, як би не здіймалися пекельні хвилі той, хто хоче стати справжнім героєм, має гребти крізь „не можу“ — аби перемогти!» Дмитро Лазуткін, поет, спортивний коментатор, бронзовий призер Кубка світу з кікбоксінгу і кік-джитсу
«Переконлива… і дивовижно захоплива історія про тріумф» USA Today
«Експресивна, кінематографічна історія… завдяки автору, протистояння героїв зачаровують нас не менше, ніж легенда про найкращі Олімпійські ігри» Publishers Weekly